# 利纳尔
利纳尔（法語：Linars，法語發音：[linaʁ]）是法国夏朗德省的一个市镇，属于昂古莱姆区。

## 地理
利纳尔（45°38'59"N, 0°4'29"E）面积5.97 平方千米，位于法国新阿基坦大区夏朗德省，该省份为法国西部内陆省份，北起德塞夫勒省和维埃纳省，东临上维埃纳省，东南至多尔多涅省，南至多爾多涅省，西接滨海夏朗德省。
与利纳尔接壤的市镇（或旧市镇、城区）包括：弗莱阿克、内尔萨克、圣萨蒂南、特鲁瓦帕利。
利纳尔的时区为UTC+01:00、UTC+02:00（夏令时）。

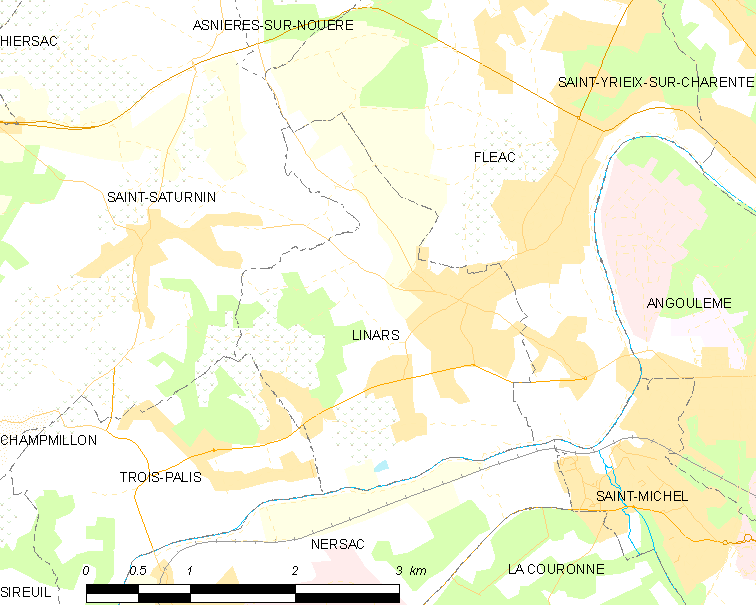
利纳尔的OSM定位图

## 行政
利纳尔的邮政编码为16730，INSEE市镇编码为16187。

## 政治
利纳尔所属的省级选区为努埃尔河谷县，同时也是该县的中央投票站所在地。

## 人口

1962-2008年间利纳尔人口变化图示

利纳尔于2022年1月1日时的人口数量为2105人。